# 경빈 박씨 (중종)
경빈 박씨(敬嬪 朴氏, ? ~ 1533년 6월 25일(음력 5월 23일))는 조선 중종의 후궁이다. 중종의 장자인 복성군을 낳아 왕의 총애를 받았으나, 작서의 변에 연루되어 세자(인종)를 저주하였다는 무고를 받아 폐서인되었고, 이후 복성군과 함께 사사되었다  
본관은 상주  

## 생애

### 입궁
연산군 재위 시절에 흥청을 선발할 때, 그녀의 자색이 아름답다는 사실이 알려지게 되었고, 중종반정 이후 추천을 받아 궁에 들어와 중종의 후궁이 되었다. 
 
연산군(燕山君) 을축년(1505년)에 채홍(採紅)의 일 때문에
비로소 그 집에 아름다운 처녀가 있다는 것이 알려졌다.
그리하여 반정(反正)한 처음에 추천되어 궁중(宮中)에 들어왔는데
이 여인이 바로 경빈(敬嬪)이다.

 — 《중종실록》 58권,
중종 22년(1527년 명 가정(嘉靖) 6년) 4월 26일(임신)
1507년(중종 2년) 종2품 숙의(淑儀)에 봉작되었으며, 1509년(중종 4년) 중종의 장자 복성군(福城君)을 낳았고, 이후 혜순옹주와 혜정옹주를 출산하며 중종의 총애를 받았다.
경빈 박씨에 대한 중종의 총애는 대단하였으며, 혜정옹주를 임신중이던 경빈 박씨의 위세에 의원과 내간이 경빈에게 아부하여, 중종의 또다른 후궁인 숙의 나씨가 해산이 임박해 위급한 상태였으나 제대로 구호받지 못해 사망하는 일도 발생하였다.
1517년(중종 12년), 장경왕후의 상을 마치고 새로운 왕비를 책봉하는 일과 관련하여, 경빈은 당시 중종의 맏아들을 낳은 생모이자 가장 총애를 받는 후궁으로서 중전의 재목으로 거론되며 스스로도 중전의 자리에 오르기를 희망하였다. 하지만 정광필만은 경빈의 집안이 미천하고 장차 원자(인종)와 복성군 간의 왕위 쟁탈을 염려하며 반대하였다. 마침내 경빈의 뜻은 저지되고 중종은 새로운 왕비를 맞기로 결정하였다. 대신 박씨를 정1품 빈(嬪)으로 승격시켜 경빈(敬嬪)에 봉했다.
 
이보다 앞서 곤위(坤位, 왕비)가 아직 결정되지 아니하였을 때에
숙의 박씨(淑儀 朴氏, 경빈 박씨)가 후궁 가운데에서 총애가 으뜸이었으므로,
장경왕후(章敬王后)의 예를 따라 스스로 중전의 자리에 오르고자 하였었다.
상(중종)도 이를 따르려 하였으나 대신의 뜻이 어떠한지를 모르겠으므로,
정광필 · 김응기 · 신용개 등에게 간곡한 말로 물어서 그 뜻을 시험하였다.
그랬더니 김응기는 가부(可否)를 말하지 않고 신용개는 약간 허락하였으나,
정광필만이 분연히 허락하지 않으며 아뢰기를
‘정위(正位)는 마땅히 숙덕(淑德)이 있는 명문(名門)에서 다시 구해야 할 것이요,
 미천한 출신을 올려서는 안 됩니다.’ 하니,
박씨의 뜻은 마침내 저지되고 상 또한 새 왕비(문정왕후)를 맞기로 결심하였다.

 — 《중종실록》 28권,
중종 12년(1517년 명 정덕(正德) 12년) 7월 22일 (병신)
1522년(중종 17년), 사간원 대사간 서지 등이 상소를 올려 왕실의 법도를 비판하고, 왕자와 왕녀들의 혼례와 지나치게 사치스러운 저택에 대해 정도에 지나치다며 비판하였는데, 이때 경빈 또한 거론되며 "박빈(朴嬪)이 국가에 공덕이 있지도 않으면서 지위가 1품에 오르고 총애가 후궁들 중에 제일이라 하니, 신 등은 전하께서 사정에 치우쳐서 집안을 다스려가는 정사에 누덕(累德)이 될까 싶습니다." 하며 비판하였다.

### 작서의 변
1527년(중종 22년), 중종의 장녀이자 인종의 동복누나인 효혜공주의 남편 연성위(延城尉) 김희(金禧)가 아버지 김안로(金安老)의 사주를 받아 동궁전 후원에 쥐를 불에 태워 마치 돼지와 같은 형상으로 매달아놓고 세자를 저주한 이른바 '작서의 변'을 일으켰는데, 경빈 박씨와 복성군 모자가 사건의 범인으로 지목되었다. 경빈이 세자를 밀어내고 복성군을 저위(儲位)에 앉히고자 하는 야심을 가지고 있었기 때문이었다.
이 사건과 관련하여 경빈의 시녀와 계집종들이 붙잡혀 국문을 받았으며, 대간과 삼사가 수십차례에 거쳐 경빈 박씨와 복성군에게 죄를 주고 내쫓을 것을 주청하였으나 중종은 허락하지 않았다. 신하들의 계속되는 처벌 요구에 중종은 결국 경빈과 복성군을 서인(庶人)으로 강등하여 고향인 상주로 추방하였으며 경빈의 아버지 박수림 및 박인형(朴仁亨), 박인정(朴仁貞) 또한 파직되었다.
1532년(중종 27년), 유생 이종익(李宗翼)이 옥중에서 쓴 상소에서 작서의 변은 연성위 김희가 아버지 김안로에게 사주를 받아 벌인 짓으로 경빈과 복성군은 무관한 일이라고 주장했다. 그러나 김안로는 당시 조정을 장악한 대신이었으므로 이종익의 상소에 대한 진위여부는 가려지지 않았다. 이종익은 이 상소로 인해 당고개에서 참수되었다.

## 최후

### 가작인두의 변
1533년(중종 28년), 동궁(東宮)의 빈청 남쪽 바자(把子) 위에 사람의 머리 모양을 한 물건이 발견되었다. 이 형상에 누군가가 머리카락을 붙이고 이목구비등을 새겨 목패에 단 다음, 목패에 '세자의 몸을 능지할 것', '세자 부주(父主)의 몸을 교살할 것', '중궁(中宮)을 참(斬)할 것' 과 같은 내용을 적어놓았는데, 이 저주 사건으로 인해 6년전 폐출된 복성군 모자와 혜정옹주의 남편인 당성위(唐城尉) 홍려(洪礪)가 연루되었다.
5월 23일, 경빈 박씨는 사건의 배후로 지목되며, 대간의 계속되는 탄핵을 받아 마침내 사약을 받고 사망했다.

이후 홍문관과 시강원, 대간의 대신들이 복성군과 혜정옹주의 남편인 당성위 홍려의 사사를 요구하였으나 중종은 강하게 거부하였다. 반복된 주청 끝에 복성군은 결국 사사되었으며, 두 옹주 역시 옹주의 작호를 박탈당하고 폐서인되었다. 혜순옹주의 남편인 광천위 김인경은 유배되었고, 혜정옹주의 남편인 당성위 홍려는 모진 고문 끝에 사망하였다.
 
왕이 전교하였다.
"미(嵋, 복성군)에게는 사약을 내려라.
 두 옹주(혜순옹주 · 혜정옹주)는 폐서인하고, 김인경은 먼 변방에 귀양보내라.
 박수림 · 박인형 · 홍서주도 먼 곳으로 귀양보내고, 홍숙은 고신을 죄다 추탈하라.
 이항에게는 사약(死藥)을 내리고, 정광필은 체직하라."

【미(嵋, 복성군)에게 사약을 내릴 적에 상(중종)이 슬픈 마음으로 정원에 전교하였는데,
 이 전교를 들은 사람은 오열하지 않는 이가 없었다.
 전교는 다음과 같다.
"미(복성군)가 어느 곳에서 죽느냐! 그가 죄 때문에 죽기는 하지만 바로 나의 골육이다.
 시체나마 길에 버려지지 않게 거두어 주어야 하겠으니,
 그의 관(棺)을 상주(尙州)로 실어보내도록 하라.
 이 뜻을 감사(監司)에게 하유하고, 지금 가는 도사(都事)에게도 아울러 이르라.
 그리하여 연로(沿路)의 각 고을로 하여금 역군(役軍)을 내어 호송하게 하라."】

 — 《중종실록》 74권,
중종 28년(1533년 명 가정(嘉靖) 12년) 5월 26일(무진)

사신은 논한다.
미(嵋, 복성군)가 작서의 변이나 목패를 매단 모의에 간섭하고 참여하였다면
종묘 사직에 관계되는 죄이므로 드러내어 처형해도 애석할 것이 없겠다.
그러나 간흉의 무리들이 거짓 공론을 빙자하여 군부를 협박하고,
임금이 사랑하는 아들을 죽이면서도 조정으로 하여금 감히 입을 열지 못하게 했다.

 — 《중종실록》 74권,
중종 28년(1533년 명 가정(嘉靖) 12년) 5월 26일(무진)

### 사후 복권
경빈 박씨의 시신은 상주에 가매장되었다가, 1571년(선조 4년) 외손자 김호수(金虎秀)가 상소하여 왕명으로 묘를 개장(改葬)하였다.
 
중종의 빈(嬪) 박씨를 개장(改葬)하였다.
빈은 복성군(福城君) 이미(李嵋)의 어머니인데,
본디 상주(尙州) 민가의 딸로서 궁중으로 뽑혀 들어와 임금의 총애를 받았으며
아름다운 자태가 후궁을 압도하였다.
미(嵋)의 나이가 인종보다 많아 조야에서 혹시 적통을 빼앗지 않을까 심히 불안해 하자,
김안로가 인종을 보좌하는 것으로 자임하고서
불안 요소를 정리한다는 구실로 권력을 잡고 자기에게 빌붙지 않은 사대부들을 해쳤다.
이에 궁인들이 서로 호응하여 박씨가 동궁을 저주했다고 무고하여
마침내 복성군과 매서(妹婿) 홍려(洪礪)가 다 피해를 당하고
빈은 내쫓겨 상주로 돌아온 뒤에 끝내 사사(賜死)되어 그 지방에 가매장하였다.
이때에 이르러 그의 외손 김호수(金虎秀)의 상소로 인하여 예에 따라 개장할 것을 명하였다.
복성군이 사사될 때 명사(名士)가 다 그 논의에 참여하였기 때문에,
안로가 패망한 뒤에도 사람들이 그 억울함을 밝히지 못하였다.
상(선조)이 잠저(潛邸)에 있을 때 명종이 명하여 복성군의 후사로 삼았으므로,
상이 특별히 휼전(恤典)을 베푼 것이다.

 — 《선조수정실록》 5권,
선조 4년(1571년 명 융경(隆慶) 5년) 8월 1일 (경인)

## 평가
《중종실록》에 기록된 경빈 박씨에 관한 기록은 매우 부정적이다.

실록에 기록된 경빈은 미천하고 탐욕이 많은 사람으로, 교만하여 스스로 왕비가 되길 바랬던 점은 사관들에게 부도덕하고 불순한 인물로 여겨져 신랄한 비판의 대상이 되었다. 또한 복성군의 존재는 세자(인종)에게 위협적인 존재로 인식되었다. 
 
경빈은 성품이 공손하지도 않고 만족할 줄도 몰라서 사랑을 얻으려는 술책만 힘썼다.
은총을 믿고 멋대로 방자하게 구는가 하면 분수에 넘친 마음을 품고
뇌물을 널리 긁어들였으므로 간청(干請)하는 사람이 구름처럼 몰려 들었다.
그러고도 전혀 경계할 줄을 모르다가 이런 화를 저지른 것이다.
그러나 시론(時論)은 박씨만의 죄가 아니라 역시 임금이 지나치게 총애한 소치라고 했다.

 — 《중종실록》 58권,
중종 22년(1527년 명 가정(嘉靖) 6년) 4월 26일(임신)

## 가족 관계
| - 아버지 : 박수림(朴秀林) - 어머니 : 미상 | - 남편 : 중종(中宗, 1488~1544) - 장남 : 복성군 미(福城君 嵋, 1509~1533) - 며느리 : 파평 윤씨(坡平 尹氏, ?~1530) - 윤인범의 딸 - 장녀 : 혜순옹주 철환(惠順翁主 鐵環, 1512~1583) - 사위 : 광천위(光川尉) 김인경(金仁慶, 1515~1583) - 차녀 : 혜정옹주 석환(惠靜翁主 石環, 1514~1580) - 사위 : 당성위(唐城尉) 홍려(洪礪, ?~1533) |

## 경빈 박씨가 등장하는 작품

### 드라마
- 《풍란》 (MBC, 1985년, 배우:박원숙, 나종미)
- 《조광조》 (KBS2, 1996년, 배우:김성령)
- 《여인천하》 (SBS, 2001년~2002년, 배우:도지원)

### 소설
- 박종화 - 《여인천하(1965)》

## 같이 보기
- 작서의 변
- 중종
- 박원종
- 복성군
- 희빈 홍씨
- 문정왕후
- 심정